# Pazifische Taifunsaison 2010
Die pazifische Taifunsaison 2010 war ein Wetterereignis, unter dem die sich während des gesamten Kalenderjahres bildenden tropischen Wirbelstürme zusammengefasst sind. Die meisten tropischen Wirbelstürme bilden sich jedoch im Pazifischen Ozean westlich der Datumsgrenze und nördlich des Äquators zwischen Mai und November. Solche tropischen Wirbelstürme nennt man Taifune. Die sich östlich des 180. Längengrades bildenden Stürme waren Gegenstand der Pazifischen Hurrikansaison 2010.
Innerhalb des nordwestlichen Pazifiks gibt es zwei meteorologische Organisationen, die den Stürmen Namen vergeben. Dies führt dazu, dass ein und derselbe Sturm häufig zwei verschiedene Namen erhält. Die offizielle Bezeichnung durch die Japan Meteorological Agency (JMA) erhält ein tropischer Sturm, sobald er an einer beliebigen Stelle im nordwestlichen Pazifik andauernde zehnminütige Windgeschwindigkeiten von 35 Knoten (rund 65 km/h) erreicht. Die Philippine Atmospheric, Geophysical and Astronomical Services Administration (PAGASA) hingegen weist tropischen Wirbelstürmen Namen zu, die sich innerhalb des nationalen Verantwortungsbereiches bilden; dieser liegt grob umgrenzt zwischen 115° und 135° östlicher Länge und zwischen 5° und 25° nördlicher Breite. PAGASA weist auch dann einen lokalen Namen zu, wenn das System bereits durch die Japan Meteorological Agency benannt wurde. Tropische Tiefdruckgebiete, die vom US-amerikanischen Joint Typhoon Warning Center beobachtet werden, erhalten eine Nummer mit dem Suffix W.

## Saisonprognosen
Während der Saison veröffentlichen die meteorologischen Organisationen und Forschungseinrichtungen Vorhersagen darüber, wie viele tropische Zyklone, tropische Stürme und Taifune sich während der Saison bilden und die nationalen meteorologischen Organisationen erstellen Prognosen, wie viele Wirbelstürme einen der anliegenden Staaten treffen werden.

### City University of Hong Kong
Seit der Taifunsaison 2000 haben das Laboratory for Atmospheric Research oder das Guy Carpenter Asia-Pacific Climate Impact Centre (GCACIC), beides Einrichtungen an der City University of Hong Kong (CityUHK), Vorhersagen über die tropische Aktivität in der kommenden Taifunsaison veröffentlicht. Diese Vorhersagen werden im April und aktualisiert im Juni jeden Jahres veröffentlicht und beinhalten die Prognose, wie viele tropische Wirbelstürme, tropische Stürme und Taifune sich in der Saison bilden. In der Vorhersage vom April 2010 sagte das GCACIC für den westlichen Nordpazifik 28 tropische Wirbelstürme voraus, von denen sich 24 zu tropischen Stürmen und davon 16 zu Taifunen entwickeln würden. In der aktualisierten Prognose senkte das GCACIC die Zahl der während der Saison erwarteten Systeme jeweils um eins.
Zum ersten Mal gab das GCACIC im Mai eine Vorhersage aus, in der die Anzahl der tropischen Wirbelstürme prognostiziert wurde und zwar einerseits solche, die in Südchina ihren Landfall haben würden oder anderseits Stürme, die sich Japan und Korea annähern würden. Nach dieser Prognose ging das GCACIC davon aus, dass sechs tropische Wirbelstürme näher als 100 km an die Küsten Japans oder Koreas heran gelangen würden – gegenüber dem Durchschnittswert von vier solchen Stürmen. Die Zahl der tropischen Wirbelstürme mit Landfall in Südchina wurde mit sechs angegeben. Der Durchschnitt beträgt fünf. Die Prognose ging außerdem davon aus, dass vier dieser sechs Zyklone zwischen Mai und August auftreten würden und die restlichen beiden zwischen September und Dezember.

### Tropical Storm Risk Consortium
Seit der Taifunsaison 2000 gibt auch das Tropical Storm Risk Consortium (TSR) am University College of London Vorhersagen über die zu erwartende Aktivität der kommenden Taifunsaison heraus. Für 2010 wurden diese Prognosen Anfang März, Mai, Juli und August bekanntgegeben. Sie beinhalten Angaben darüber, wie viele tropische Stürme, Taifune und intensive Taifune sich während der Saison bilden könnten. In den im März und Mai veröffentlichten Prognisen ging das TSR übereinstimmend von 24 tropischen Stürmen und 15 Taifunen aus. Die Zahl der intensiven Taifune wurde im März mit acht, im Mai mit neun angegeben. In der aktualisierten Vorhersagen vom Juli senkte das TSR die Zahl der erwarteten tropischen Wirbelstürme um jeweils eins auf 23 tropische Stürme, 14 Taifune und sieben intensiven Taifune.

### Vorhersagen der nationalen Wetterdienste
Die Philippine Atmospheric, Geophysical and Astronomical Services Administration (PAGASA) gab am 7. Januar bekannt, dass die Einrichtung für 2010 von 19 tropischen Wirbelstürmen in ihrem Verantwortungsbereich ausgehe. Am 23. März teilte das Hong Kong Observatory (HKO) mit, dass während der Saison wohl weniger als sechs tropische Wirbelstürme Hongkong betreffen würden. Als Ergebnis des sich abschwächenden El Niño ging das HKO von nur geringen Chancen eines tropischen Wirbelsturms in Hongkong vor Juni aus.

## Stürme

### Tropische Depression 01W
Früh am 18. Januar wies die JMA darauf hin, dass sich im Nordostmonsun etwa 320 km nordwestlich von Bandar Seri Begawan in Brunei ein tropisches Tiefdruckgebiet gebildet hatte. Das bodennahe Zirkulationszentrum war teilweise freigestellt und befand sich in einem Gebiet mit mäßiger bis starker Windscherung. Dennoch konsolidierte sich das System während der weiteren zwölf Stunden rasch, da die Windscherung sich etwas legte, und bewegte sich in Richtung Vietnam. Deswegen begann das JTWC mit der Ausgabe von Sturmwarnungen und gab dem System die interne Bezeichnung 01W. Am nächsten Tag schwächte sich das Tiefdruckgebiet ab, da das System über eine Zone mit niedrigeren Oberflächenwassertemperaturen gelangte. In der Folge gab das JTWC an diesem Tag die letzte Warnung zu dem System aus. Der Landfall des Systems erfolgte in Vietnam bei Vũng Tàu in der Frühe des 20. Januars. Als sich das System dann über Kambodscha auflöste, stellte auch die JMA die Sturmwarnungen ein.
Starker Seegang führte in Vietnam zum Tod von drei Personen, als diese mit ihren Coracles Schutz zu finden versuchten. 68 Boote wurden zerstört, als sich die Windrichtung zwischenzeitlich änderte. Der Sachschaden in der Provinz Bình Thuận wurde anfänglich auf 250.000 US-Dollar geschätzt.

### Tropischer Sturm Omais (Agaton)
Am 18. März meldete das JTWC, dass sich etwa 325 km südöstlich von Chuuk im Süden Mikronesiens ein Gebiet mit tiefer atmosphärischer Konvektion befand. Zu diesem Zeitpunkt lag die schlecht organisierte Konvektion über dem bodennahen Zirkulationszentrum und in einer Zone mit geringer vertikaler Windscherung. Über die nächsten beiden Tage hinweg organisierten sich sowohl Konvektion als auch Zirkulation besser, sodass das JTWC spät am 20. März auf die Bildung eines tropischen Zyklons hinwies. Im Laufe des nächsten Tages baute sich die Konvektion über dem Zirkulationszentrum stärker auf. Das Zentrum war nun deutlich erkennbar, als es sich um einen subtropischen Rücken herum bewegte. Im Tagesverlauf des 21. März nahm das JTWC die Ausgabe von Warnungen zu dem System aus und wies die Bezeichnung 02W; die JMA klassifizierte das System erst in der Frühe des 22. März als tropische Depression. Die weitere Entwicklung des Systems wurde am 22. März durch einen Antizyklon östlich des Systems behindert, da dieser mäßige bis starke Windscherung erzeugte. In der Frühe des 23. März erklärte das JTWC, dass sich das System in einen tropischen Sturm intensiviert habe; die JMA stufte die Depression am 24. März zum ersten tropischen Sturm der Saison auf und vergab den Namen Omais. Nach den Kriterien des JTWC schwächte sich Omais spät am 24. März zum tropischen Tiefdruckgebiet ab, erreichte jedoch am nächsten Tag erneut Sturmstärke, Spät am 26. März wurde das System außertropisch.

### Tropische Depression vom 26. April
Am 24. April bildete sich etwa 140 km westlich von Palau ein Tiefdruckgebiet. Am nächsten Tag begann die Störung westwärts zu ziehen und, zur selben Zeit, sich zu intensivieren. Das bodennahe Zirkulationszentrum begann sich genauso zu konsolidieren, wie die Bandstrukturen des Systems. In der Frühe des 26. Aprils setzte eine rasche Intensivierung ein und die Störung wurde durch die Zelle eines Trogs in der tropischen oberen Troposphäre verstärkt, sodass die JMA das System als tropisches Tiefdruckgebiet klassifizierte.  In der Frühe des 27. April stufte die JMA die Depression zu einem Tiefdruckgebiet ab. Das System befand sich zu dem Zeitpunkt in der Nähe des Sulu-Archipels. Das System zog dann in Richtung Südchinesisches Meer. Am Nachmittag des 29. April zog das Tiefdruckgebiet über Palawan. Am Abend des 30. April wurde das System letztmals westlich der Provinz Zambales ausgemacht. Es wurde dann von einem Frontensystem absorbiert.
Das System erzeugte Starkregen auf Mindanao, die zu leichtem Hochwasser führten, jedoch keine Personenschäden verursachten. Nachdem das System die Sulusee erreicht hatte, führte es immer noch starke Niederschläge im Osten von Visayas, dem Süden von Luzon und der Region Manila herbei.

### Tropische Depression vom 3. Juni
In der Frühe des 2. Juni stellte de JMA fest, dass sich in der Nähe der Insel Hainan ein Tiefdruckgebiet gebildet hat. Während der folgenden 36 Stunden zog das Tiefdruckgebiet ostwärts. 600 km nordwestlich der Region Manila wurde das System am späten Abend des 3. Juni vom JMA als tropisches Tiefdruckgebiet klassifiziert. Im Verlauf der nächsten Tage zog das System weiter nordwestwärts, bis das JMA in der Frühe des 6. Juni die Beobachtung beendeten.

### Taifun Conson (Basyang)
Spät am 9. Juli stellte das Joint Typhoon Warning Center (JTWC) fest, das sich in der Umgebung von Yap eine tropische Störung gebildet hat. Satellitenaufnahmen ergaben, dass die Störung eine schwache Zirkulation aufwies, die über Yap hinwegstrich während die Konvektion schlecht ausgebildet war. Die Störung befand sich südlich eines tropischen Troges in der oberen Troposphäre, innerhalb eines Gebietes mit geringer vertikaler Windscherung. Am nächsten Tag nahm die Konvektion zu und die Satellitenbeobachtung zeigten, dass sich die bodennahe Zirkulation auf mittlere Höhe ausgeweitet hatte. Am 11. Juli klassifizierte die Japan Meteorological Agency (JMA) die Störung als Tiefdruckgebiet und teilte um 06:00 UTC mit, dass sich ein tropisches Tiefdruckgebiet gebildet hat. Zu dem Zeitpunkt stellte das JTWC fest, dass sich das System konsolidiert und mehrere Konvektionsbänder gebildet hat, die in das Zirkulationszentrum führten. Einige Stunden später nahm das JTWC die Ausgabe von Sturmwarnungen zum System 03W auf. Am Nachmittag hatte sich das Tiefdruckgebiet zu einem tropischen Sturm intensiviert und erhielt von der Japan Meteorological Agency den Namen Conson. PAGASA wies den lokalen Namen Basyang zu. Am Mittag des 12. Juli hatte Conson sich nach den Kriterien der Saffir-Simpson-Hurrikan-Windskala zu einem Kategorie-1-Taifun intensiviert; zu diesem Zeitpunkt wurde der Wirbelsturm vom RSMC zu einem schweren tropischen Sturm hochgestuft. Zum ersten Mal auf Land traf Conson am Abend des 12. Juli bei Daet in der philippinischen Provinz Camarines Norte auf Luzon. Über den Philippinen setzte Conson seinen Weg nach Westen fort und überquerte Manila, bevor er in der Frühe des 14. Juli in das Südchinesische Meer gelangte, wobei der Sturm unter Einfluss stärker werdender vertikaler Windscherung gelangte und sich weiter abschwächte. Am 15. Juli ließ die Windscherung wieder nach, sodass sich Conson erneut intensivierte und am 16. Juli zum Taifun wurde. Während sich der Taifun an der Insel Hainan vorbeischob, meldeten die JMA andauernde zehnminütige Windgeschwindigkeiten von 130 km/h und das JTWC andauernde einminütige Windgeschwindigkeiten von 150 km/h. Nach der Passage an der Insel gelange der Wirbelsturm erneut in ein Gebiet mit starker vertikaler Windscherung, sodass sich Consun vor dem Landfall in Vietnam am 17. Juli rasch zu einem tropischen Sturm abschwächte

### Taifun Chanthu (Caloy)
In der Frühe des 17. Juli stellte das JMA fest, dass sich eine tropische Störung 220 km nordöstlich von Manila gebildet hat. Später berichtete das JTWC von einer kleinen bodennahen Zirkulation mit starker Konvektion nordöstlich des Zentrums. Obwohl sich dieses bereits sehr nahe vor Land befand und keine große Organisation aufwies, erklärte das JTWC, dass eine kleine Chance für einen konkreten tropischen Zyklon in den nächsten 48 Stunden bestand. Während des Tages konsolidierte sich die tropische Störung sehr schnell durch eine Antizyklone, die der Entwicklung des bodennahen Zirkulationszentrums verhalf. Daraufhin wies das JTWC in der Frühe des nächsten Tages auf einen tropischen Zyklon hin, obwohl sie davon ausgingen, dass die weitere Entwicklung durch den bevorstehenden Landfall gehindert sei. Während es am südlichen Rand eines subtropischen Rückens vorbeizog, traf es um 06:00 UTC in der Provinz Aurora auf Land, noch bevor das JTWC mit der Ausgabe von Warnungen am späten morgen begann, da sich das bodennahe Zirkulationszentrum weiter konsolidierte und sich polwärts gerichtete Ausströmung in die Höhenströmung verbesserte.
Am späten 19. Juli vergab das PAGASA seine letzten Warnungen auf den Tropensturm Caloy.

### Tropische Depression vom 18. Juli
In der Frühe des 17. Juli bildete sich etwa 415 km südöstlich von Okinawa, Japan, ein Tiefdruckgebiet. Am nächsten Tag begann das System, langsam nordwestwärts zu ziehen. Es wurde am 18. Juli um 12:00 Uhr UTC von der Japan Meteorological Agency als tropisches Tiefdruckgebiet klassifiziert. Die Depression setzte ihre Nordwestwärtsbewegung bis zum Morgen des 20. Juli fort, dann wurde diese von einem frontalen System absorbiert und die JMA stellte die Warnungen zu dem System ein.

### Tropische Depression vom 24. Juli
Früh am 24. Juli meldete die JMA, das sich etwa 50 km östlich von Taipeh auf Taiwan eine tropische Depression gebildet hat. Das System befand sich in einem Gebiet mit mäßiger vertikaler Windscherung und hatte eine ausgedehnte nodennahe Zirkulation. Im Tagesverlauf zog die Depression im Landkreis Ilan über Land. Die JMA beendete ihre Beobachtung des Systems, als sich dieses der Küste der chinesischen Provinz Fujian näherte.

### Tropische Depression vom 26. Juli
Spät am 26. Juli meldete die JMA die Bildung einer tropischen Depression vor der Küste der Provinz Zhejiang, etwa 400 km südlich von Shanghai. Im Verlauf des folgenden Tages blieb die Depression über See und wanderte an der Küste entlang nordwärts. Sie zog etwa 120 km südöstlich an Shanghai vorbei, bevor sie sich zu einem Tiefdruckgebiet abschwächte. Das System behielt seine Zugrichtung bar, löste sich jedoch auf, als Südkorea unter seinen Einfluss geriet.

### Tropischer Sturm Domeng
Spät am 2. August gab PAGASA bekannt, dass sich innerhalb der Innertropischen Konvergenzzone etwa 570 km nordöstlich von Virac, Catanduanes ein Tiefdruckgebiet gebildet habe. Am nächsten Tag vermeldete PAGASA die Intensivierung zu einer tropischen Depression und gab dem System den Namen Domeng. Im Tagesverlauf unterlag das System einer Wechselwirkung mit einem anderen Tiefdruckgebiet weiter nördlich, mit dem es sich in der Frühe des 4. August vereinigte. Nach dieser Vereinigung stufte PAGASA Domeng zunächst zu einem tropischen Sturm mit andauernden zehnminütigen Windgeschwindigkeiten von 65 km/h hoch, doch im erfolgt die Rückstufung zu einer tropischen Depression. Nach der Passage über die Babuyan-Inseln schwächte sich Domeng zu einem Tiefdruckgebiet ab. Dieser Sturm wurde von der Japan Meteorological Agency nicht als tropisches System klassifiziert.

### Schwerer Tropischer Sturm Dianmu (Ester)
Früh am 6. August meldete das JTWC, dass sich im Monsunbereich etwa 800 km südöstlich von Taipei, Taiwan eine tropische Störung gebildet hat. Im Tagesverlauf stellte PAGASA für seinen Verantwortungsbereich die Verstärkung der Störung in ein tropisches Tiefdruckgebiet fest und vergab den Namen Ester. Später am 6. August klassifizierte auch die JMA das System als tropische Depression und das JTWC als Tropisches Tiefdruckgebiet 05W. Die JMA stufte die Depression dann zu einem tropischen Sturm hoch und vergab den Namen Dianmu, das ist die Mutter des Blitzes in der chinesischen Folklore. Auch das JTWC stufte kurz darauf 05W zum tropischen Sturm hoch. In der Frühe des nächsten Tages vermeldete die JMA die Intensivierung zu einem schweren tropischen Sturm. Nachdem das System mehrere Tage nordwärts durch das Ostchinesische Meer gezogen war, drehte die Zugbahn nach Nordosten, und der Wirbelsturm traf auf Südkorea. Bei der Überquerung der Koreanischen Halbinsel schwächte sich Dianmu ab, bevor der Sturm das Japanische Meer erreichte. Bevor Dianmu die japanische Insel Honshū erreichte, setzte die Transition zu einem außertropischen System ein. In weniger als fünf Stunden überquerte der Sturm Japan und jagte in Richtung Nordpazifik davon.
Im Sturm sank ein Frachter, wobei eine Person ums Leben kam. In Südkorea wurden durch von Dianmu verursachte Überflutungen fünf Personen getötet. Dieser Zwischenfall war der erste seit neun Jahren, bei dem durch einen Tropensturm in Seoul eine Person getötet wurde. Im Osten Chinas wurden mehr als 3000 Häuser zerstört, als der Starkregen der äußeren Regenbänder Dianmus die Region traf.
Vor der Küste der Philippinen sanken im Sturm zwei Schiffe; die 31 an Bord befindlichen Seeleute konnten nicht gerettet werden. Der Sachschaden auf Jeju-do wurde mit 5 Milliarden Won ($4,2 Millionen USD) angegeben.

### Tropischer Sturm Mindulle
Früh am 17. August bildete sich etwa 415 km nordöstlich von Tuguegarao City, Cagayan ein Tiefdruckgebiet. Die Wetterstörung begann am nächsten Tag, westwärts zu ziehen. Aufgrund der Einwirkungen des Kandes und hoher vertikaler Windscherung schwächte sich am Abend des 18. August das bodennahe Zirkulationszentrum ab, als das System über die Babuyan-Inseln hinwegzog. Es konnte sich am 20. August regenerieren, als es sich etwa 280 km westlich von Dagupan City, Pangasinan befand. Am nächsten Tag nahm das System die westliche Wanderung wieder auf und gelangte in ein Gebiet mit warmen Oberflächenwassertemperaturen und günstigen Bedingungen mit mäßiger vertikaler Windscherung. Ein Tropical Upper Tropospheric Trough (TUTT), der sich vor der Küste Luzons bildete, stellte das Zentrum des Systems zunächst frei. Am Nachmittag klassifizierte die Japan Meteorological Agency das System als tropische Depression. Am nächsten Tag stufte die JMA die Depression zu einem Tropischen Sturm und wies den Namen Mindulle zu. Zu dem Zeitpunkt stellte das JTWC die Intensivierung der Tropischen Depression 06W in einen tropischen Sturm nach den Kriterien des amerikanischen Wetterdienstes fest.
Als sich der Sturm der Küste Vietnams annäherte, wurden die Fischer aufgefordert, in die Häfen zurückzukehren. Nach Angaben der vietnamesischen Behörden ging am 24. August der Kontakt zu zehn Fischerbooten verloren und die 137 an Bord befindlichen Fischer wurden als vermisst registriert. Der Sturm zog über Land und löste ausgedehnte Niederschläge aus, die mit 297 mm ihren höchsten Wert erreichten und in Vietnam zu Überschwemmungen und Schäden in der Landwirtschaft führten.

### Schwerer Tropischer Sturm Lionrock (Florita)
Früh am 25. August bildete sich rund 415 km östlich von Cagayan, Philippinen ein tropisches Tiefdruckgebiet, das sich in einer Zone mit geringer vertikaler Windscherung und günstigen Bedingungen befand. Zur selben Zeit befand sich östlich des Systems ein tropischer Höhentrog (TUTT). Am nächsten Tag begann das System nach Westen zu wandern und überquerte im Tagesverlauf Luzon. Am 27. August erschien die Zirkulation durch trockene Luft disorganisiert, doch am Nachmittag stufte die Japan Meteorological Agency (JMA) die Störung zu einer tropischen Depression hoch. Am 28. August intensivierte sich das System zum tropischen Sturm und erhielt von der JMA den Namen Lionrock. Während der nächsten beiden Tage verblieb Lionrock fast stationär im Südchinesischen Meer, begann jedoch am 31. August aufgrund der Wechselwirkungen mit dem Tropischen Sturm Namtheun langsam nach Nordosten zu ziehen. In der Frühe des 1. Septembers wurde durch den Fujiwhara-Effekt Namtheun absorbiert, wobei Lionrock seine Stärke beibehielt. Lionrock gelangte im Osten der Provinz Guangdong über Land, direkt nördlich der Stadt Shantou. Es setzte die Auflösung ein und noch als tropischer Sturm überquerte Lionrock die Provinzhauptstadt Guangzhou. Lionrock verlor rasch an Kraft, und am 3. September hatte sich der Sturm zu einem Tiefdruckgebiet abgeschwächt.

### Taifun Kompasu (Glenda)
Früh am 27. August bildete sich etwa 300 km östlich von Yap ein Tiefdruckgebiet. Zu der Zeit war das System wegen starker vertikaler Windscherung schlecht organisiert. Am nächsten Tag begann das System in nordwestlicher Richtung zu ziehen und überquerte Guam. Am Abend der 28. August befand sich das System etwa 370 km nordwestlich von Guam. Die Windscherung war nun geringer und die Bedingungen für eine Entwicklung günstig. Ein tropischer Höhentrog (englisch: Tropical Upper Tropospheric Trough, abgekürzt: TUTT) lag östlich des Systems. Deswegen klassifizierte die JMA das System als tropischen Depression. Das JTWC gab am 29. August einen Tropical Cyclone Formation Alert (TCFA) aus. Einige Stunden später gab das JTWC bekannt, dass sich das System rasch zu einem tropischen Sturm entwickelt hat und bezeichnete das System als 08W. Die Intensivierung dauerte an und am Mittag des 30. August stufte die JMA das System zu einem Tropischen Sturm hoch und vergab den Namen Kompasu. Da sich Kompasu nordöstlich von Batanes im Verantwortungsbereich von PAGASA befand, erhielt der Sturm auch den lokalen Namen Glenda. Sechs Stunden später stufte die JMA Kompasa zum schweren tropischen Sturm hoch; das JTWC erklärte das System gleichzeitig zu einem Taifun der Kategorie 1. Am nächsten Tag überquerte Kompasu die Insel Okinawa Hontō bei der Kadena Air Base und intensivierte sich rapide. Am 1. September stufte das JTWC Kompasu zu einem Kategorie-3-Taifun hoch, sodass Kompasu zu dem Zeitpunkt der stärkste Taifun der Saison war.
Der Sturm schwächte sich später im Gelben Meer zu einem Kategorie-1-Taifun ab, bevor er nach Nordosten zog und auf die Insel Ganghwado nordwestlich von Incheon und Seoul mindestens vier Personen tötete. Kompasu war der stärkste tropische Wirbelsturm, der die Metropolregion Seoul seit 15 Jahren traf. Kompasu zog über Südkorea hinweg und schwächte sich am 2. September über dem Japanischen Meer zu einem tropischen Sturm ab.

### Tropischer Sturm Namthuen
Am 27. August bildete sich in den Gewässern östlich von Taiwan ein ausgedehntes Wolkengebiet, das sich einen Tag später zu einem Tiefdruckgebiet verstärkte. Am 28. August um 18:00 Uhr UTC klassifizierte die JMA das Tiefdruckgebiet in der Nähe der Yaeyama-Inseln zu einer tropischen Depression. Sowohl westlich als auch östlich des Systems entwickelte sich zwei andere tropische Wirbelstürme, Lionrock und Kompasu und Kompasu wies eine stärkere Intensität auf, sodass das System, das vom JTWC als 09W bezeichnet wurde, in südwestlicher Richtung zur Formosastraße gedrängt wurde. Die tropische Depression verharrte dann mehr als einen Tag lang östlich von Taiwan und verursachte am 30. August starke Niederschläge im Norden der Insel. Doch da sich das System noch nicht in einen tropischen Sturm intensiviert hatte, konnte das Central Weather Bureau Taiwans keine Sturmwarnungen ausgeben. Um 20:00 Uhr UTC intensivierte sich das System schließlich und erhielt durch das RSMC in Tokio den Namen Namtheun. Die Intensivierung des stärkeren tropischen Sturmes Lionrock im Südchinesischen Meer behinderte jedoch die Entwicklung Namtheuns, sodass sich Namtheun nördlich der Formosastraße zu einer Depression abschwächte. Diese setzte ihren Weg nach Süden und Südwesten fort und streifte die Küste der Provinz Fujian. Der Trend zu Abschwächung setzte sich fort und schließlich transformierte sich die tropische Depression an der Küste vor Hui’an in ein Tiefdruckgebiet. In der Frühe des 1. Septembers kam es infolge des Fujiwhara-Effektes zur Absorbierung Namtheuns durch Lionrock.

### Tropische Depression vom 29. August
Spät am 28. August meldete das Central Pacific Hurricane Center, dass sich etwa 1600 km südwestlich von Honolulu, Hawaii ein mit einer tropischen Störung in Verbindung assoziiertes Tiefdruckgebiet gebildet hat. Um das kleine Oberflächenzirkulationszentrum bildeten sich isolierte Gewitter. Die Störung zog in den darauffolgenden Tagen langsam nach Westen und überquerte die internationale Datumslinie. Im Verantwortungsgebiet der JMA angelangt, wurde das System sofort als tropische Depression klassifiziert. Die Prognosen gingen davon aus, dass das System raues Wetter auf Majuru und anderen in der Nähe liegenden Atollen bringen würde, doch das System schwächte sich deutlich ab, bevor es in die Nähe der Marshallinseln gelangt. Am 31. August löste sich das System vollständig auf.

### Schwerer Tropischer Sturm Malou (Henry)
Malou nahm seinen Anfang als eine tropische Depression, die durch den westlichen Pazifik wanderte. Diese gelangte in den Verantwortungsbereich von PAGASA und erhielt dort den Namen Henry. Sie blieb zwei Tage lang eine Depression, bevor sie sich zu einem tropischen Sturm intensivierte und vom RSMC den Namen Malou erhielt. Malou driftete über die Ryūkyū-Inseln hinweg und verstärkte sich zu einem schweren tropischen Sturm. Die Prognosen gingen davon aus, dass Malou über Jeju-do hinweg ziehen würde, doch der Sturm drehte in eine nordwestliche Zugrichtung und traf am 7. September als tropischer Sturm auf Tsushima. Er zog dann an der Küste Honshūs entlang und gelangte bei Tsuruga in der japanischen Präfektur Fukui erneut über Land. Anschließend schwächte sich Malou über der Präfektur Shizuoka zu einer tropischen Depression ab. Das System verharrte über der Region Kantō und führte zu starken Regenfällen im Großraum Tokio, bevor sich das System am 10. September in ein außertropisches Tief wandelte.

### Schwerer Tropischer Sturm Meranti
Früh am 6. September meldete die JMA, dass sich etwa 330 km südöstlich von Taipeh, Taiwan eine tropische Depression gebildet hat. Im Tagesverlauf begann auch das JTWC mit der Beobachtung des Systems, dass ein schlecht organisiertes bodennahes Zirkulationszentrum mit darüber aufflackernden Konvektion aufwies und sich in einer günstigen Umgebung mit abnehmender vertikaler Windscherung und ausreichend hohen Wasseroberflächentemperaturen befand. Am nächsten Tag, als die Depression in Richtung Taiwan zog, warnte Honolulu, dass die Bildung eines Tropischen Wirbelsturmes bevorstand. Am Morgen des 9. September stufte das RSMC in Tokio das System zu einem tropischen Sturm hoch und vergab den Namen Meranti. Meranti zog weiterhin nordwärts in Richtung Formosastraße. In der Frühe des 10. September überquerte Meranti die Küste in der Nähe von Shishi (Quanzhou), Provinz Fujian auf das chinesische Festland. Auch über Land zog das System weiter nordwärts. Es wurde am Abend des 10. Septembers zu einer tropischen Depression zurückgestuft und löste sich am folgenden Tag auf.
Mindestens drei Personen wurden durch den Sturm getötet. Der Sachschaden summierte sich auf 117,7 Millionen US-Dollar. In Hongkong sorgte ein heftiges Gewitter, das mit Meranti assoziiert war, innerhalb einer Stunde 13.102 Blitze. Mehrere Hochhäuser wurden von Blitzen getroffen, was in fünf Fällen dazu führte, dass Personen in steckengebliebenen Fahrstühlen eingeschlossen wurden. Starkregen mit mehr als 40 mm pro Stunde verursachte Sturzfluten. Außerdem wurden in Tai O im Islands District Windböen von bis zu 100 km/h aufgezeichnet.

### Taifun Fanapi (Inday)
Früh am 14. September meldete die JMA die Bildung einer tropischen Depression östlich von Taiwan. Das Joint Typhoon Warning Center bezeichnet das System schon bald als 12W und PAGASA vergab den für die Philippinen geltenden Namen Inday. Im Tagesverlauf intensivierte sich die Depression zu einem tropischen Sturm, dem die JMA den Namen Fanapi zuteilte. Am 16. September intensivierte sich Fanapi zum schweren tropischen Sturm. Einige Stunden später wurde der Sturm zum Taifun hochgestuft. Taifun Fanapi wandte sich nach Westen und intensivierte sich über Nacht weiter. Am 17. September erreichte er eine Stärke äquivalent zur Kategorie 2 der Saffir-Simpson-Hurrikan-Windskala und am 18. September zur Kategorie 3. in dieser Stärke traf der Taifun am 19. September um 8:40 Ortszeit (0:40 Uhr UTC) mit andauernden Windgeschwindigkeiten von 160 km/h im Landkreis Hualien auf die Ostküste Taiwans. Kurz nach dem Landfall wendete sich der Taifun nach Süden und drehte dann zurück nach Osten, wobei er sich rasch zu einem schweren tropischen Sturm abschwächte. Um 18:00 Uhr Ortszeit (10:00 Uhr UTC) gelangte der Sturm zurück über das Meer. In Taiwan richtete der Sturm große Schäden an. Spätere Analysen ergaben, dass das Zentrum des Taifuns sich etwa neun Stunden lang über Land befand. Das System gelangte als schwacher Taifun im Kreis Zhangpu in der Provinz Fujian ein zweites Mal über Land. In der Frühe des 21. Septembers schwächte sich Fanapi über der Provinz Guangdong zu einer tropischen Depression ab und löste sich am 22. September über dem Osten Chinas vollständig auf.

### Taifun Malakas
Am 20. September meldete das JTWC, das sich eine tropische Depression gebildet hat und klassifizierte sie unter der Bezeichnung 13W. Das System verstärkte sich im Tagesverlauf leicht. Am nächsten Tag wurde das System auch von der JMA als Depression beobachtet. Im Tagesverlauf intensivierte sich das System weiter und wurde zum Tropischen Sturm Malakas erklärt. Am 22. September verstärkte sich der Sturm weiter und bewegte sich in Richtung Japan. Am Tag darauf intensivierte sich Malakas nach Einstufung der JMA zu einem schweren tropischen Sturm, das JTWC stufte Malakas zu dem Zeitpunkt zu einem Taifun hoch. Die Meteorologen in Honolulu meldeten dann jedoch eine unerwartete Abschwächung. Am 24. September stufte das JTWC den Sturm wieder zum Taifun hoch; Malakas wurde schließlich auch von der JMA als Taifun klassifiziert. Am nächsten Tag verkündete das JTWC erneut eine Abschwächung und gab anbetracht der bevorstehenden Wandlung in ein außertropisches System die letzte Warnung aus. Als schwacher Taifun machte Malakas am 25. September seine nächste Annäherung an Japan, bevor er in einem starken außertropischen Sturm transistierte und nach Nordosten davon jagte. In der Nähe Alaskas verharrte das außertropische System fast stationär, bevor es am 1. Oktober von einem größeren System absorbiert wurde.

### Tropische Depression vom 29. September
Spät am 29. September meldete die JMA die Formierung einer tropischen Depression am westlichen Rand des Zentralpazifiks, etwa 2500 km südwestlich von Honolulu, Hawaii. Am nächsten Tag gab das RSMC Tokio die letzte offizielle Warnung zu dem Tiefdruckgebiet aus, weil es sich knapp außerhalb des Verantwortungsbereiches der JMA auflöste.

### Tropische Depression vom 18. Oktober
Früh am 18. Oktober meldete die JMA die Formierung einer tropischen Depression etwa 1000 km südwestlich von Wake. Da sich das System jedoch nicht intensivieren konnte und in ein Tiefdruckgebiet abschwächte, gab die JMA keine weiteren Warnungen vor dem System aus.

### Taifun Chaba (Katring)
Am 20. Oktober gab das RSMC in Tokio bekannt, dass sich eine Wetterstörung zu einer tropischen Depression entwickelt hat. Im Tagesverlauf stellte die JMA eine leichte Intensivierung fest. Am nächsten Tag klassifizierte das JTWC das System als Tropisches Tiefdruckgebiet 16W. Als das System am 23. Oktober den Verantwortungsbereich von PAGASA erreichte, erhielt es den lokalen Namen Katring. Am 24. Oktober stuften JMA und JTWC das System in einen tropischen Sturm hoch. Die JMA vergab den Namen Chaba. Am 25. Oktober intensivierte sich Chaba zu einem schweren tropischen Sturm. Früh am 26. Oktober stufte die JMA den Sturm zum Taifun hoch. Der Sturm zog zunächst nach Nordwesten, änderte dann seine Zugrichtung allmählich nach Nordosten.
Das JTWC stuft den Taifun am 27. Oktober in die Kategorie 2 der Saffir-Simpson-Hurrikan-Windskala und einen Tag später zu einem Kategorie-4-Taifun, der sich jedoch einige Stunden später in die Kategorie 3 abschwächte. Spät am 29. Oktober stufte die JMA den Taifun zu einem Schweren Tropischen Sturm zurück, das JTWC nahm die Intensität nach seinen Kriterien in die Kategorie 1 zurück. Früh am 30. Oktober gab das JTWC bekannt, dass die Transition Chaba in ein außertropisches System stattgefunden hat. Als Chaba am Nachmittag des 30. Oktobers nahe an Japan vorbeizog, erklärte die JMA das System zu einem Resttief. Dieses Resttief schwächte sich rapide ab und löste sich am 31. Oktober vollständig auf.

### Tropische Depression 17W
Wenige Stunden später, früh am 20. Oktober, stellte das RSMC fest, dass sich einige hundert Kilometer weiter östlich ein anderes Tropisches Tiefdruckgebiet entwickelt. Das JTWC in Honolulu beobachtete in diesem System etwa 270 km südöstlich von Saipan in einem Gebiet mit geringer Windscherung ein oberflächennahes Zirkulationszentrum (LLCC). Das System zog langsam nach Nordosten, konnte sich jedoch nicht wesentlich intensivieren und wurde vom JTWC am 23. Oktober zum Resttief erklärt. Früh am 26. Oktober gab auch die JMA ihre zunächst letzte Warnung zu der Depression aus, doch früh am 27. Oktober stellte die JMA eine Reintensivierung in eine tropische Depression fest. Zu dem Zeitpunkt lag das System etwa 1400 km südwestlich von Chiba, Japan. Im Tagesverlauf schwächte sich das System erneut ab und die JMA gab endgültig die letzte Warnung zu dem System aus, das sich in der Frühe des 28. Oktobers vollständig auflöste.

### Tropische Depression BOB 05 (Jal)
Am 28. Oktober bildete sich im Südchinesischen Meer südlich von Vietnam in einem Monsuntrog eine tropische Störung. Dieses System organisierte sich am 29. Oktober etwa 550 km südöstlich von Ho-Chi-Minh-Stadt in eine tropische Depression, Das System zog zunächst nach Südwesten. Am 30. Oktober konstatierte das JTWC, dass die Störung ein sich entwickelndes bodennahes Zirkulationszentrum aufwies, das von schwacher Konvektionsgebiet verbunden war, jedoch keine Anzeichen von Organisierung aufwies. Während der beiden nächsten Tage nahm die Konvektion zu, konnte sich jedoch nicht um das Zentrum des Systems organisieren. Das System wanderte langsam westwärts und dann nordwestwärts durch den Golf von Thailand, und am 31. Oktober meldeten die thailändischen und malaiischen Meteorologiebehörden eine Intensivierung der Störung in eine Depression. Die Depression erreicht die Malaiische Halbinsel, wo sie am 1. November am Isthmus von Kra in Thailand Landfall machte. Das System überquerte die Halbinsel sie in Richtung Andamanensee, gelangte somit in den Indischen Ozean und verließ somit den Verantwortungsbereich der thailändischen und malaiischen Meteorologen. Später entwickelte es sich zum Schweren zyklonischen Sturm Jal.
Die Depression brachte im Norden Malaysias und in Teilen Thailands starken Niederschläge und führte so zu Überschwemmungen, durch die in Malaysia mindestens vier und in Thailand mindestens 59 Personen gestorben sind.

### Tropische Depression vom 1. November
Am 1. November bildete sich in einem Monsuntrog im zentralen Südchinesischen Meer ein Tiefdruckgebiet, das sich einen Tag später zu einer starken tropischen Welle organisierte. Am nächsten Tag meldete die Japan Meteorological Agency (JMA), dass sich das System in eine tropische Depression intensiviert hat. Spät am 4. November zog das System südlich von Huế, Vietnam über Land. Die Depression lud große Mengen Niederschlag über Vietnam ab, da das System fast stationär verblieb, wobei es langsam von starker Windscherung erodiert wurde. Früh am 5. November gab die JMA ihre letzte Warnung aus zu dem System aus, da sich das System vollständig aufgelöst hatte.

### Tropisches Tiefdruckgebiet 18W
Am 10. November bildete sich im zentralen Südchinesischen Meer innerhalb eines Monsuntroges ein Tiefdruckgebiet, das sich am Tag darauf zu einer starken tropischen Welle entwickelte. Am 12. November stellte die JMA die Intensivierung des Systems in eine tropische Depression fest. Einige Stunden später gab das JTWC bekannt, dass die Bildung eines tropischen Wirbelsturmes bevorstehe und bezeichnete das System schließlich als 18W. Das System zog am 14. Dezember südlich von Da Nang über die vietnamesische Küste.

### Tropisches Tiefdruckgebiet 19W
Am 11. Dezember bildete sich ein mit einem Monsuntrog verbundenes Tiefdruckgebiet im südlichen Südchinesischen Meer. Das System entwickelte sich im Tagesverlauf zu einer starken tropischen Störung. Am nächsten Tag stellte das Joint Typhoon Warning Center (JTWC) fest, dass sich das System zum Tropischen Tiefdruckgebiet 19W intensiviert hatte, während die JMA als zuständiges RSMC das System als Tropische Depression klassifizierte. Am 13. Dezember gaben sowohl JWTC als auch JMA ihre jeweils letzten Warnungen aus, da sich dieses im nordwestlichen Teil des Südchinesischen Meeres aufgelöst hatte, ohne Einfluss auf größere Landgebiete gehabt zu haben.

## Sturmnamen

### Internationale Namen
Tropische Wirbelstürme im westlichen Nordpazifik werden durch das zuständige Regional Specialized Meteorological Centre in Tokio der Japan Meteorological Agency benannt. Diese erhalten einen Namen, sobald sie die Stärke eines tropischen Sturmes erreichen. Die Namen entstammen der folgenden Liste; diese wird fortlaufend verwendet, es gibt also keine jährlich wechselnden Namenslisten wie im östlichen Nordpazifik oder im Atlantik. Die Namen wurden durch die 14 Mitgliedsstaaten des ESCAP/WMO Typhoon Committees vorgeschlagen. Jedes dieser Mitglieder hat jeweils zehn Namen eingereicht, die in alphabetischer Reihenfolge nach der englischen Schreibweise dieser Staaten sortiert vergeben werden.
| - Omais (1001) - Conson (1002) | - Chanthu (1003) - Dianmu (1004) | - Mindulle (1005) - Lionrock (1006) | - Kompasu (1007) - Namthuen (1008) | - Malou (1009) - Meranti (1010) | - Fanapi (1011) - Malakas (1012) | - Megi (1013) - Chaba (1014) |

### Philippinen
Die Philippine Atmospheric, Geophysical and Astronomical Services Administration (PAGASA) verwendet für tropische System in ihrem Verantwortungsbereich ein eigenes Namensschema. Die Namenslisten von PAGASA werden alle vier Jahre wieder verwendet. Diese Namen werden für Systeme vergeben, die sich im Verantwortungsbereich von PAGASA bilden oder in dieses Gebiet hineinwandern. Sollte sich die Namensliste als nicht ausreichend erweisen, werden die Namen von einer Ersatzliste genommen.
| - Agaton (1001) - Basyang (1002) | - Caloy (1003) - Domeng | - Ester (1004) - Florita (1006) | - Glenda (1007) - Henry (1009) | - Inday (1011) - Juan (1013) | - Katring (1014) |

## Belege
1. ↑  Gary Padgett: Monthly Global Tropical Cyclone Summuary May 2003. Typhoon 2000, 17. August 2003, abgerufen am 31. Januar 2009 (englisch).
2. 1 2 3 4  April 2010 Predictions of Seasonal Tropical Cyclone Activity over the Western North Pacific. In: Guy Carpenter Asia-Pacific Climate Impact Center. City University of Hong Kong, 26. April 2010, archiviert vom Original am 21. Juli 2011; abgerufen am 26. April 2010 (englisch).
3. 1 2 3 4 5  Adam Lea, Mark Saunders: Extended Range Forecast for Northwest Pacific Typhoon Activity in 2010. Tropical Storm Risk Consortium, 16. März 2009, archiviert vom Original am 1. Dezember 2010; abgerufen am 3. Juli 2010 (englisch).
4. 1 2 3  Adam Lea, Mark Saunders: May Forecast Update for Northwest Pacific Typhoon Activity in 2010. Tropical Storm Risk Consortium, 5. Mai 2010, archiviert vom Original am 1. Dezember 2010; abgerufen am 3. Juli 2010 (englisch).
5. 1 2  Updated Prediction of Seasonal Tropical Cyclone Activity over the Western North Pacific for 2010. In: Guy Carpenter Asia-Pacific Climate Impact Center. City University of Hong Kong, 24. Juni 2010, archiviert vom Original am 21. Juli 2011; abgerufen am 2. Juli 2010 (englisch).
6. ↑  Taiwan expects 2 to 4 typhoons during summer and autumn. In: Central Weather Bureau. E Taiwan News, 30. Juni 2010, archiviert vom Original; abgerufen am 2. Juli 2010 (englisch).
7. 1 2  Adam Lea, Mark Saunders: July Forecast Update for Northwest Pacific Typhoon Activity in 2010. Tropical Storm Risk Consortium, 5. Mai 2010, archiviert vom Original am 11. September 2010; abgerufen am 3. Juli 2010 (englisch).
8. ↑  Adam Lea, Mark Saunders: August Forecast Update for Northwest Pacific Typhoon Activity in 2010. (PDF) Tropical Storm Risk Consortium, 4. August 2010, archiviert vom Original am 19. September 2010; abgerufen am 18. August 2010 (englisch).
9. ↑  Forecasts of the number of tropical cyclones making landfall in South China and (2) the Korea-Japan region in 2010. In: Guy Carpenter Asia-Pacific Climate Impact Center. City University of Hong Kong, archiviert vom Original am 21. Juli 2011; abgerufen am 2. Juli 2010 (englisch).
10. ↑  PAGASA: 19 storms to enter RP in '10. In: Philippine Atmospheric, Geophysical and Astronomical Services Administration. Sunstar Manila, 7. Januar 2010, archiviert vom Original am 6. Februar 2020; abgerufen am 7. Januar 2010 (englisch).
11. 1 2  Speech by Dr B Y Lee, Director of the Hong Kong Observatory 2010-03-23. Hong Kong Observatory, 23. März 2010, archiviert vom Original am 13. Dezember 2017; abgerufen am 2. Juli 2010 (englisch).
12. ↑  JMA WWJP25 Advisory 2010-01-18 06z. Japan Meteorological Agency, 18. Januar 2010, ehemals im Original (nicht mehr online verfügbar); abgerufen am 20. Januar 2010 (englisch). (Seite nicht mehr abrufbar. Suche in Webarchiven)
13. ↑  Significant Tropical Weather Advisory for the Western and southern Pacific Ocean 2010-01-18 10z. Joint Typhoon Warning Center, 18. Januar 2010, ehemals im Original (nicht mehr online verfügbar); abgerufen am 20. Januar 2010 (englisch). (Seite nicht mehr abrufbar. Suche in Webarchiven)
14. ↑  JTWC Tropical Cyclone Warning: 2010-01-18 21z. Joint Typhoon Warning Center, 18. Januar 2010, abgerufen am 20. Januar 2010 (englisch).
15. ↑  JTWC Tropical Cyclone Warning: 2010-01-19 09z. Joint Typhoon Warning Center, 19. Januar 2010, abgerufen am 20. Januar 2010 (englisch).
16. ↑  Prognostic reasoning for Tropical Depression 01W 2010-01-19 15z. Joint Typhoon Warning Center, 19. Januar 2010, abgerufen am 20. Januar 2010 (englisch).
17. ↑  JTWC Tropical Cyclone Warning: 2010-01-19 21z. Joint Typhoon Warning Center, 19. Januar 2010, abgerufen am 20. Januar 2010 (englisch).
18. ↑  JTWC Running Best Track Analysis. In: Joint Typhoon Warning Center. United States Naval Research Laboratory, 18. Januar 2009, archiviert vom Original; abgerufen am 21. Januar 2010 (englisch).
19. ↑  JMA WWJP25 Advisory 2010-01-20 06z. Japan Meteorological Agency, 20. Januar 2010, abgerufen am 20. Januar 2010 (englisch).
20. ↑  JMA WWJP25 Advisory 2010-01-20 12z. Japan Meteorological Agency, 20. Januar 2010, abgerufen am 20. Januar 2010 (englisch).
21. ↑  Three dead in Binh Thuan as tropical depression makes landfall. Sài Gòn Giải Phóng, 21. Januar 2010, archiviert vom Original; abgerufen am 21. Januar 2010 (englisch).
22. 1 2  Significant Tropical Weather Advisory for the Western and Southern Pacific Oceans 2010-03-18 06z. Joint Typhoon Warning Center, 18. März 2010, ehemals im Original (nicht mehr online verfügbar); abgerufen am 22. März 2010 (englisch). (Seite nicht mehr abrufbar. Suche in Webarchiven)
23. ↑  Significant Tropical Weather Advisory for the Western and Southern Pacific Oceans 2010-03-19 06z. Joint Typhoon Warning Center, 19. März 2010, ehemals im Original (nicht mehr online verfügbar); abgerufen am 22. März 2010 (englisch). (Seite nicht mehr abrufbar. Suche in Webarchiven)
24. ↑  Significant Tropical Weather Advisory for the Western and Southern Pacific Oceans 2010-03-20 06z. Joint Typhoon Warning Center, 20. März 2010, ehemals im Original (nicht mehr online verfügbar); abgerufen am 22. März 2010 (englisch). (Seite nicht mehr abrufbar. Suche in Webarchiven)
25. ↑  Tropical Cyclone Formation Alert 2010-03-20 23z. Joint Typhoon Warning Center, 20. März 2010, ehemals im Original (nicht mehr online verfügbar); abgerufen am 22. März 2010 (englisch). (Seite nicht mehr abrufbar. Suche in Webarchiven)
26. 1 2  JTWC Tropical Depression 02W Advisory 1 2010-03-21 18z. Joint Typhoon Warning Center, 21. März 2010, ehemals im Original (nicht mehr online verfügbar); abgerufen am 22. März 2010 (englisch). (Seite nicht mehr abrufbar. Suche in Webarchiven)
27. ↑  Prognostic reasoning for Tropical Depression 02W 2010-03-22 03z. Joint Typhoon Warning Center, 22. März 2010, ehemals im Original (nicht mehr online verfügbar); abgerufen am 22. März 2010 (englisch). (Seite nicht mehr abrufbar. Suche in Webarchiven)
28. ↑  Prognostic reasoning for Tropical Depression 02W 2010-03-22 15z. Joint Typhoon Warning Center, 22. März 2010, ehemals im Original (nicht mehr online verfügbar); abgerufen am 22. März 2010 (englisch). (Seite nicht mehr abrufbar. Suche in Webarchiven)
29. ↑  Stanko: Tropical Storm Omais Advisory Number 19. National Weather Service, 26. März 2010, abgerufen am 26. März 2010 (englisch).
30. ↑  JMA WWJP25 Advisory 2010-04-26 06z. Japan Meteorological Agency, 26. April 2010, ehemals im Original (nicht mehr online verfügbar); abgerufen am 27. April 2010 (englisch). (Seite nicht mehr abrufbar. Suche in Webarchiven)
31. ↑  Significant Tropical Weather Advisory for the Western and southern Pacific Ocean 2010-04-26 0z. Joint Typhoon Warning Center, 26. April 2010, ehemals im Original (nicht mehr online verfügbar); abgerufen am 27. April 2010 (englisch). (Seite nicht mehr abrufbar. Suche in Webarchiven)
32. 1 2  Weather Maps. Japan Meteorological Agency, abgerufen am 19. Oktober 2010 (englisch).
33. ↑  PAGASA WWJP25 Advisory 2010-04-28 12z. Philippine Atmospheric, Geophysical and Astronomical Services Administration, 29. April 2010, ehemals im Original (nicht mehr online verfügbar); abgerufen am 2. Mai 2010 (englisch). (Seite nicht mehr abrufbar. Suche in Webarchiven)
34. ↑  JMA WWJP25 Advisory 2010-06-02 00z. Japan Meteorological Agency, 2. Juni 2010, archiviert vom Original; abgerufen am 12. Juli 2010 (englisch).
35. ↑  JMA WWJP25 Advisory 2010-06-03 18z. Japan Meteorological Agency, 3. Juni 2010, archiviert vom Original; abgerufen am 17. September 2010 (englisch).
36. ↑  RSMC Darwin Tropical Diagnostic Statement June 2010. In: RSMC Darwin Tropical Diagnostic Statement. 29. Jahrgang, Nr. 6. Bureau of Meteorology, 22. Juli 2010, S. 3 (englisch, reg.bom.gov.au (Memento des Originals vom 6. Juli 2011 im Internet Archive) [abgerufen am 20. September 2010]).
37. ↑  JMA WWJP25 Advisory 2010-06-05 18z. Japan Meteorological Agency, 5. Juni 2010, archiviert vom Original am 1. September 2010; abgerufen am 17. September 2010 (englisch).
38. ↑  JMA WWJP25 Advisory 2010-06-06 00z. Japan Meteorological Agency, 6. Juni 2010, archiviert vom Original; abgerufen am 17. September 2010 (englisch).
39. 1 2 3  Significant tropical Weather Advisory for the Western and Southern Pacific Oceans 2010-07-09 21z. Joint Typhoon Warning Center, 9. Juli 2010, archiviert vom Original am 8. August 2010; abgerufen am 11. Juli 2010 (englisch).
40. ↑  Significant tropical Weather Advisory for the Western and Southern Pacific Oceans 2010-07-10 21z. Joint Typhoon Warning Center, 10. Juli 2010, archiviert vom Original am 8. August 2010; abgerufen am 11. Juli 2010 (englisch).
41. ↑  JMA WWJP25 Advisory 2010-07-17 00z. Japan Meteorological Agency, 17. Juli 2010, archiviert vom Original am 29. Juli 2010; abgerufen am 17. Juli 2010 (englisch).
42. ↑  JMA WWJP25 Advisory 2010-07-24 00z. Japan Meteorological Agency, 24. Juli 2010, archiviert vom Original am 29. Juli 2010; abgerufen am 29. Juli 2010 (englisch).
43. ↑  Significant Tropical Cyclone Advisory 2010-07-24 06z. Joint Typhoon Warning Center, 24. Juli 2010, archiviert vom Original am 8. August 2010; abgerufen am 29. Juli 2010 (englisch).
44. ↑  JMA WWJP25 Advisory 2010-07-24 18z. Japan Meteorological Agency, 24. Juli 2010, archiviert vom Original am 29. Juli 2010; abgerufen am 29. Juli 2010 (englisch).
45. ↑  JMA WWJP25 Advisory 2010-07-25 00z. Japan Meteorological Agency, 25. Juli 2010, archiviert vom Original; abgerufen am 29. Juli 2010 (englisch).
46. ↑  Significant Tropical Cyclone Advisory 2010-07-25 06z. Joint Typhoon Warning Center, 25. Juli 2010, archiviert vom Original am 8. August 2010; abgerufen am 29. Juli 2010 (englisch).
47. ↑  Virgil Lopez: Weather bureau: Low pressure to intensify (2:59 p.m.). Sun Star, 3. August 2010, archiviert vom Original am 18. Dezember 2019; abgerufen am 3. August 2010 (englisch).
48. ↑  PAGASA Tropical Cyclone Advisory 2010-08-03 06z. Philippine Atmospheric, Geophysical and Astronomical Services Administration, 3. August 2010, archiviert vom Original am 26. Juli 2009; abgerufen am 3. August 2010 (englisch).
49. ↑  Tropical Storm Ester leaves 1 dead, 15 missing in the Philippines – CNN.com. Edition.cnn.com, 9. August 2010, abgerufen am 11. September 2010 (englisch).
50. ↑  Typhoon Dianmu fatally hit S Korea – GlobalTimes. World.globaltimes.cn, 11. August 2010, archiviert vom Original am 23. August 2010; abgerufen am 11. September 2010 (englisch).
51. ↑  Five Killed In South Korean Typhoon. Rttnews.com, abgerufen am 11. September 2010 (englisch).
52. ↑  Stuart Biggs:  Tropical Storm Dianmu Weakens After Report It Left 3 Dead in South Korea, Bloomberg, 11. August 2010. Abgerufen am 31. August 2010 (englisch).
53. ↑  paran.com (Memento vom 15. Juli 2011 im Internet Archive) (koreanisch)
54. ↑  Stuart Biggs:  Vietnam Says 137 Fishermen Missing as Tropical Storm Mindulle Approaches, Bloomberg L.P, 24. August 2010. Abgerufen am 31. August 2010 (englisch).
55. ↑  Trần An, Chiêu Anh: Bão Mindulle bắt đầu gây thiệt hại. VnExpress, 24. August 2010, abgerufen am 31. August 2010 (vietnamesisch).
56. ↑  Mindulle brings heavy rains to the north. Voice of Vietnam, 24. August 2010, archiviert vom Original am 25. August 2010; abgerufen am 31. August 2010 (englisch).
57. ↑  Sangwon Yoon:  Typhoon suspends SKorean flights, trains, kills 4 In: Bloomberg Businessweek, 2. September 2010 (englisch).
58. ↑  Typhoon Kompasu batters Seoul and west coastal areas. JoongAng Daily, 2. September 2010, abgerufen am 19. Oktober 2010 (englisch).
59. ↑  Japan Meteorological Agency: Tropical Cyclone Information. Japan Meteorological Agency, abgerufen am 19. Oktober 2010 (englisch).
60. ↑  Joint Typhoon Warning Center (JTWC). Usno.navy.mil, archiviert vom Original am 1. März 2010; abgerufen am 19. Oktober 2010 (englisch).
61. ↑  Special Weather Statement. National Weather Service Tiyan, Guam, 30. August 2010, archiviert vom Original; abgerufen am 19. Oktober 2010 (englisch).
62. ↑  Special Weather Statement. National Weather Service Tiyan, Guam, 31. August 2010, archiviert vom Original; abgerufen am 19. Oktober 2010 (englisch).
63. ↑  Tropical Storm Malou Drenches Tokyo, Japan. NTDTV, 9. September 2010, archiviert vom Original am 15. September 2010; abgerufen am 19. Oktober 2010 (englisch).
64. ↑   Southern China braces for tropical storm, CNN, 11. September 2010. Abgerufen am 20. Oktober 2010 (englisch).
65. ↑  Nick Gentle:  Hong Kong Hit By Record 13,000 Lightning Strikes in One Hour (Seite nicht mehr abrufbar. Suche in Webarchiven), Bloomberg News, 9. September 2010. Abgerufen am 18. Oktober 2010 (englisch).
66. ↑  Typhoon Fanapi lashes Taiwan. Herald Sun, 19. September 2010, abgerufen am 19. Oktober 2010 (englisch).
67. ↑  Typhoon Fanapi Lands On Fujian Province. Bernama, 20. September 2010, abgerufen am 19. Oktober 2010 (englisch).
68. ↑  Sarah Turner: Typhoon Fanapi hits Chinese coast. MarketWatch, 20. September 2010, abgerufen am 19. Oktober 2010 (englisch).
69. ↑  Tropical Weather : Weather Underground
70. ↑  Saipan Tribune (Memento vom 23. März 2012 im Internet Archive)
71. ↑  Tropical Storm Malakas Churns Toward Japanese Islands, May Become Typhoon – Bloomberg
72. ↑  JMA WWJP25 Advisory 2010-10-18 00z. Japan Meteorological Agency, 18. Oktober 2010, archiviert vom Original; abgerufen am 19. Oktober 2010 (englisch).
73. ↑  JMA WWJP25 Advisory 2010-10-18 06z. Japan Meteorological Agency, 18. Oktober 2010, archiviert vom Original; abgerufen am 19. Oktober 2010 (englisch).
74. ↑  NRL running best track analysis 96W 2010-10-18. In: Joint Typhoon Warning Center. Naval research Laboratory, 18. Oktober 2010, archiviert vom Original; abgerufen am 19. Oktober 2010 (englisch).
75. ↑  JMA Tropical Weather Outlook for Pre-Tropical Depression. Japan Meteorological Agency, archiviert vom Original am 1. September 2010; abgerufen am 23. Oktober 2010 (englisch).
76. ↑  JMA Tropical Weather Outlook for Pre-Tropical Depression. Japan Meteorological Agency, archiviert vom Original am 1. September 2010; abgerufen am 23. Oktober 2010 (englisch).
77. ↑  JTWC Tropical Depression 16W Warning 01. Joint Typhoon Warning Center, archiviert vom Original am 3. Dezember 2010; abgerufen am 25. Oktober 2010 (englisch).
78. ↑  PAGASA Tropical Depression Katring Advisory 01. Philippine Atmospheric, Geophysical and Astronomical Services Administration, archiviert vom Original; abgerufen am 24. Oktober 2010 (englisch).
79. ↑  JMA Tropical Cyclone Advisory 241200 on Tropical Storm Chaba. Japan Meteorological Agency, archiviert vom Original am 3. Dezember 2010; abgerufen am 25. Oktober 2010 (englisch).
80. ↑  JTWC Tropical Storm Chaba Warning 13. Joint Typhoon Warning Center, archiviert vom Original am 3. Dezember 2010; abgerufen am 25. Oktober 2010 (englisch).
81. ↑  JMA Tropical Cyclone Advisory 250600 on Severe Tropical Storm Chaba. Japan Meteorological Agency, archiviert vom Original am 3. Dezember 2010; abgerufen am 25. Oktober 2010 (englisch).
82. ↑  JMA Tropical Cyclone Advisory 260000 for Typhoon Chaba. Japan Meteorological Agency, archiviert vom Original am 3. Dezember 2010; abgerufen am 26. Oktober 2010 (englisch).
83. ↑  JTWC Typhoon 16W Warning 22. Joint Typhoon Warning Center, archiviert vom Original am 3. Dezember 2010; abgerufen am 27. Oktober 2010 (englisch).
84. ↑  Typhoon 2000. Typhoon 2000, abgerufen am 28. Oktober 2010 (englisch).
85. ↑  JTWC Typhoon Chaba Warning 29. Joint Typhoon Warning Center, archiviert vom Original am 3. Dezember 2010; abgerufen am 28. Oktober 2010 (englisch).
86. ↑  JMA Tropical Cyclone Advisory 291200 for Severe Tropical Storm Chaba. Japan Meteorological Agency, archiviert vom Original am 3. Dezember 2010; abgerufen am 29. Oktober 2010 (englisch).
87. ↑  JTWC Typhoon Chaba Warning 33. Joint Typhoon Warning Center, archiviert vom Original am 3. Dezember 2010; abgerufen am 29. Oktober 2010 (englisch).
88. ↑  JTWC Extra-Tropical Cyclone Chaba Warning 36. Joint Typhoon Warning Center, archiviert vom Original am 3. Dezember 2010; abgerufen am 30. Oktober 2010 (englisch).
89. ↑  JMA Tropical Weather Outlook 1 for Pre-Tropical Depression 17W. Japan Meteorological Agency, archiviert vom Original am 1. September 2010; abgerufen am 24. Oktober 2010 (englisch).
90. ↑  Significant Tropical Weather Advisory for the Western and South Pacific Oceans Reissued. 20. Oktober 2010, archiviert vom Original am 24. September 2010; abgerufen am 20. Oktober 2010 (englisch).
91. ↑  JTWC Tropical Depression 17W Warning 08. Joint Typhoon Warning Center, archiviert vom Original am 3. Dezember 2010; abgerufen am 24. Oktober 2010 (englisch).
92. ↑  JMA WWJP25 warning 2010-10-29 12z. Japan Meteorological Agency, 29. Oktober 2010, archiviert vom Original; abgerufen am 9. November 2010 (englisch).
93. ↑  Weekly Tropical Climate Note 2010-11-09. In: RSMC Darwin. Australian Bureau of Meteorology, 9. November 2010, archiviert vom Original am 21. Februar 2011; abgerufen am 10. November 2010 (englisch).
94. 1 2  JTWC Running best track analysis 05B (Jal). In: Joint Typhoon Warning Center. Naval Research Laboratory, 28. Oktober 2010, archiviert vom Original; abgerufen am 9. November 2010 (englisch).
95. ↑  Significant tropical weather advisory for the western and southern Pacific ocean 2010-10-30 06z. Joint Typhoon Warning Center, 30. Oktober 2010, archiviert vom Original; abgerufen am 10. November 2010 (englisch).
96. ↑  Significant tropical weather advisory for the western and southern Pacific ocean 2010-10-31 06z. Joint Typhoon Warning Center, 31. Oktober 2010, archiviert vom Original; abgerufen am 10. November 2010 (englisch).
97. ↑  Significant tropical weather advisory for the western and southern Pacific ocean 2010-11-01 06z. Joint Typhoon Warning Center, 1. November 2010, archiviert vom Original; abgerufen am 10. November 2010 (englisch).
98. ↑  Tropical depression in the Gulf and cooler weather in upper Thailand. Thai Meteorological Department, 1. November 2010, archiviert vom Original am 30. November 2010; abgerufen am 10. November 2010 (englisch).
99. 1 2  Storm Tracking. Thai Meteorological Department, 4. November 2010, archiviert vom Original am 11. November 2010; abgerufen am 10. November 2010 (englisch).
100. ↑  Tropical Depression Warning 2010-11-01 00z. Malaysian Meteorological Department, 1. November 2010, archiviert vom Original; abgerufen am 10. November 2010 (englisch).
101. ↑  RSMC Severe Cyclonic Storm Jal warning Six. India Meteorological Department, 6. November 2010, archiviert vom Original am 4. Dezember 2010; abgerufen am 10. November 2010 (englisch).
102. ↑  Four dead, 50,000 displaced in Malaysia floods. Agence-France-Presse, 6. November 2010, archiviert vom Original; abgerufen am 14. November 2010 (englisch).
103. ↑  JMA Tropical Depression 29 formation alert. Japan Meteorological Agency, archiviert vom Original am 1. September 2010; abgerufen am 3. November 2010 (englisch).
104. ↑  Tropical Depression 30 Forms in the Western Pacific. Japan Meteorological Agency, archiviert vom Original am 1. September 2010; abgerufen am 13. November 2010 (englisch).
105. ↑  JTWC Tropical Cyclone Warning 02 for Tropical Depression 18W. Joint Typhoon Warning Center, archiviert vom Original; abgerufen am 13. November 2010 (englisch).
106. ↑  Prognostic Reasoning For Tropical Depression 18W Warning Nr 06. Joint Typhoon Warning Center, archiviert vom Original am 5. Juni 2011; abgerufen am 14. November 2010 (englisch).
107. ↑  Joint Typhoon Warning Center Tropical Depression 19W Warning 1. Joint Typhoon Warning Center, archiviert vom Original am 3. Dezember 2010; abgerufen am 13. Dezember 2010 (englisch).
108. ↑  Japan Meteorological Agency Tropical Depression 31 Summary. Japan Meteorological Agency, archiviert vom Original am 1. September 2010; abgerufen am 13. Dezember 2010 (englisch).
109. ↑  Gary Padgett: Monthly Tropical Cyclone summary December 1999. Australian Severe Weather, abgerufen am 20. April 2008 (englisch).
110. ↑  Tropical Cyclone names. JMA, abgerufen am 20. April 2008 (englisch).
111. ↑  Philippine Tropical cyclone names. Philippine Atmospheric, Geophysical and Astronomical Services Administration, ehemals im Original (nicht mehr online verfügbar); abgerufen am 20. April 2008 (englisch). (Seite nicht mehr abrufbar. Suche in Webarchiven)

1969 |
1970 |
1971 |
1972 |
1973 |
1974 |
1975 |
1976 |
1977 |
1978 |
1979 |
1980 |
1981 |
1982 |
1983 |
1984 |
1985 |
1986 |
1987 |
1988 |
1989 |
1990 |
1991 |
1992 |
1993 |
1994 |
1995 |
1996 |
1997 |
1998 |
1999 |
2000 |
2001 |
2002 |
2003 |
2004 |
2005 |
2006 |
2007 |
2008 |
2009 |
2010 |
2011 |
2012 |
2013 |
2014 |
2015 |
2016 |
2017 |
2018 |
2019 |
2020 |
2021 |
2022 |
2023 |
2024